# Mallada oblongus
Mallada oblongus är en insektsart som först beskrevs av Hölzel 1973.  Mallada oblongus ingår i släktet Mallada och familjen guldögonsländor. Inga underarter finns listade i Catalogue of Life.